# Carpathonesticus spelaeus
Carpathonesticus spelaeus là một loài nhện trong họ Nesticidae.
Loài này thuộc chi Carpathonesticus. Carpathonesticus spelaeus được miêu tả năm 1917 bởi Szombathy.